# 藤原基良
藤原 基良（ふじわら の もとよし）は、鎌倉時代前期の公卿。粟田口基良とも。大納言・粟田口忠良の長男。官位は正二位権大納言。葉川殿と号す。

## 家系
近衛家庶流の家に生まれたが、父忠良は歌人として知られていた。基良も歌人として名を成すようになる。従三位に叙せられてから権中納言に任ぜられるまで、実に23年間を非参議として過ごしている。権大納言止まりで在任期間も短かった。

## 中殿和歌御会にて和琴を弾く
基良は順徳天皇が開いた建保6年（1218年）の「中殿和歌御会」にて歌人としての参加だけではなく、伶人としても和琴を弾いている。この御会にて弟の家良も歌人として参加を許されているが、この時の位階も家良の方が基良より1段上である。

## 経歴
以下、『公卿補任』と『尊卑分脈』の内容に従って記述する。
- 建久8年（1197年）4月23日、従五位上に叙せられる[2]。
- 建久9年（1198年）1月30日、侍従に任ぜられる。
- 正治元年（1199年）7月23日、禁色を許される。閏10月24日、左少将に任ぜられる。
- 正治3年（1201年）1月5日、正五位下に昇叙。
- 建仁2年（1202年）1月21日、遠江権介を兼ねる。
- 元久元年（1204年）1月13日、美作権介を兼ねる。同年3月6日、従四位下に叙され、右中将に転任。
- 建永元年（1206年）1月6日、従四位上に昇叙。
- 承元3年（1209年）1月5日、正四位下に昇叙。同月20日、美濃介を兼ねる。
- 建暦元年（1211年）10月29日、従三位に叙される。この時、中将を止める。
- 建保5年（1217年）1月28日、左中将に任ぜられる。
- 承久元年（1219年）1月5日、正三位に昇叙。
- 承久2年（1220年）3月23日、右中将に転任。
- 貞応元年（1222年）1月24日、越前権守を兼ねる。
- 嘉禄元年（1225年）5月26日、父・忠良の喪に服す。7月24日、復任。
- 安貞元年（1227年）4月20日、従二位に昇叙。
- 文暦元年（1234年）12月21日、権中納言に任ぜられる。
- 嘉禎元年（1235年）6月17日、正二位に昇叙。
- 嘉禎2年（1236年）、帯剣を許される。
- 嘉禎3年（1237年）12月25日、中納言に転正。
- 嘉禎4年（1238年）7月20日、権大納言に任ぜられる。
- 延応元年（1239年）10月28日、権大納言を辞した。
- 建長3年（1251年）9月1日、出家[3]。法名は縁空。
- 建治2年（1276年）12月28日、薨去。享年90。

## 系譜
- 父：粟田口忠良
- 母：滋野井実国娘
- 妻：従三位皇太后宮大夫藤原隆雅娘
  - 男子：粟田口良教
  - 男子：藤原房教
- 生母不明の子女
  - 男子：藤井教嗣